# 모바일 게임

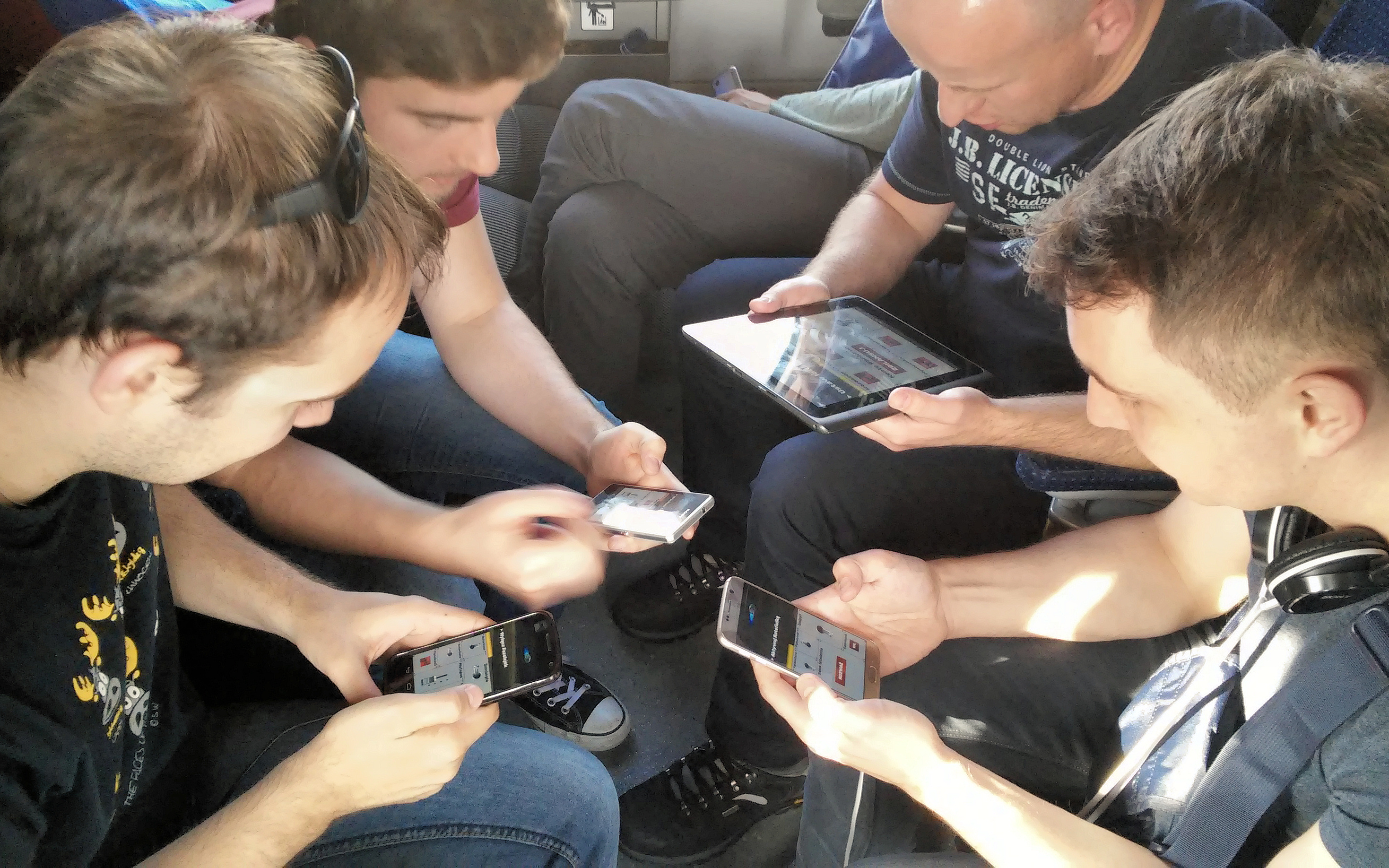

모바일 게임(영어: Mobile game)은 휴대 전화, 피디에이, 포터블 미디어 플레이어 등의 휴대용 기기를 통해 즐길 수 있는 비디오 게임의 일종으로, 휴대 전화로 즐길 수 있는 게임을 두루 이르는 말이다. 게임을 목적으로 개발된 기기인 플레이스테이션 포터블이나 닌텐도 DS 따위로 즐기는 핸드헬드 게임은 일반적으로 모바일 게임의 범주에 포함시키지 않는다.

## 역사

### 모바일 게임의 시작
세계 최초 모바일 게임은 스네이크(Snake)이다. 흑백 휴대폰인 노키아 6110에 탑재된 게임으로, 1997년 12월 탄생했다. 게임 방식은 좌우 버튼을 눌러 뱀으로 먹이를 먹는 방식이다. 먹을수록 꼬리가 길어지면서 난이도가 올라간다.

### 한국 모바일 게임 산업

#### 1990년대
한국 모바일 게임 태동기로 휴대폰 발전과 궤를 같이했다. 휴대폰 기술이 발전을 거듭하며 보급률이 늘어났고, 그러면서 휴대폰 기반의 여러 산업들이 태동했다. 그 대표가 바로 모바일 게임 산업이다. 1998년 모바일게임 전문 한국 게임사인 컴투스가 탄생했다. 이들은 1999년 LG텔레콤에 모바일 게임을 서비스하기 시작했다. 당시 ‘퀴즈 심리 테스트’, ‘다마고치’등 게임 5종을 제공했다. 한국 최초 모바일 게임의 탄생이다.

#### 2000년대
2000년대 초에는 컴투스에 이어 컴투스홀딩스(구 게임빌)가 탄생한후 이동통신사 중심으로 게임 서비스가 이뤄졌다. 모바일게임을 별도 구매해 플레이하는 방식이었다. 다운로드 할 때 별도 정보이용료와 패킷요금이 부가됐다. 지금과는 달리 최초 다운로드 이후 업데이트와 같은 서비스 관리 개념이 존재하지 않았다.

#### 2010년대
2012년 7월에는 카카오게임 플랫폼이 등장했다. 한국 모바일게임 생태계가 다시 한번 뒤흔들렸다. 카카오는 메신저 이용자와 게임을 이어줬다. 이용자가 친구들과 점수 경쟁을 벌이며 아이템을 주고받을 수 있게 해주며 호응을 얻었다. 선데이토즈의 ‘애니팡’, 넥스트플로어의 ’드래곤플라이트‘, 그리고 2014년부터 게임빌의 ’별이되어라‘ 등은 당시 엄청난 인기를 얻으며 ’국민게임‘이라 불렸다. 그리고 2013년 하반기에 양사체제로 게임빌이 컴투스를 인수하였으며 2014년에 컴투스 허브가 게임빌과 컴투스의 통합 플랫폼인 하이브(HIVE)로 출범했다.

### 해외에서의 역사

#### 한국 모바일 게임의 글로벌화
2000년대 중반 모바일 게임은 한류에 첫발을 내디뎠다. 모바일게임의 시장 경쟁은 여러 업체가 난입되면서 심화됐다. 2006년 이 게임빌은 업계 최초로 미국에 해외 법인을 설립했다. 진출 직후 AT&T, 버라이즌 등에 ‘놈’을 직접 서비스했다. 이어 ‘프로야구 시리즈’. ‘물가에 돌 튕기기’ 등도 서비스하며 글로벌 입지를 다졌다. 컴투스는 중국 시장 공략에 집중했다. 2007년 7월에는 업계 최초로 코스닥에 상장했다.
세계 모바일 게임 산업은 2007년 애플이 아이폰을 출시하면서 거대한 변화를 맞았다. 아이폰의 등장과 함께 모바일게임 생태계가 급변했다. 아이폰이 한국에 상륙한 건 2009년 11월이다. 당장에 모바일게임 유통구조가 달라졌다. 통신사와 단말기 중심 시장구조가 앱스토어 기반으로 재편되었다.

## 시장규모

### 모바일 게임의 시장규모

#### 한국 시장규모
한국 모바일 게임 시장 규모는 2012년 6,328억원에서 2013년 9,180억원으로 증가할 전망이다(2012년 게임백서 기준). 스마트폰 보급률이 높아지고 다양한 장르의 게임들이 출시되면서 이용자가 확대되고 이용시간이 증가하면서 가입자당매출(ARPU)이 상승해 성장세를 지속할 전망이다. 장르 면에서는 카카오톡 기반의 캐쥬얼 아케이드나 farm류의 SNG에서 실시간 대전이나 MMORPG, 카드 배틀 등으로 변하고 있다. 모바일 게임 시장이 높은 게임성을 요구하는 미드코어 및 하드코어 시장으로 이동하면서 개발기간과 투자가 증가해 자금력과 마케팅이 뒷받침되는 대형사들에게 유리한 구조로 바뀌고 있다.

#### 해외 시장규모
2016년 전세계 게임시장 규모는 996억 달러로 전년대비 8.5% 성장하였다. 특히 모바일 게임시장의 매출은 369억 달러로 처음으로 PC게임시장의 매출을 넘어섰고, 그중 중국 시장은 2016년 모바일게임 매출이 100억 달러를 넘어설 것으로 예상되고 있어 관련 시장의 성장이 기대된다.

## 전망

### 모바일 게임시장의 전망
모바일 게임 시장은 기기가 상향평준화 됨에 따라 과거 단순 캐주얼 게임만 가능했던데에서 애플리케이션 프로세서 (AP)성능 개선을 통해 메모리 증가, 다중접속 역할수행게임(MMORPG)까지 가능하게 되었다. 해외 시장 트렌드 역시 마찬가지로 단순 캐주얼 게임에서 MMORPG로 넘어오며 MMORPG를 꾸준히 개발해온 한국 게임업체들이 흥행에 성공한 듯한 모양새이다. 다시말해 PC는 고성능 고사양을 필요로 하는 게임위주로 집중되고 있으며, 모바일게임은 모바일의 방향성에 맞게 PC로도 즐기던 IP를 가져와 어디서든 즐길 수 있는 강점을 십분 이용하고 있다고 할 수 있다.

## 나라별 모바일 게임

### 대한민국
대한민국에서는 각각 이동통신사 별로 모바일 게임이 서로 다른 환경에서 만들어지고 있었다. SKT의 GNEX, SKVM, KTF의 BREW, LG텔레콤의 MIDP 등이 이에 해당된다. 2005년 4월 1일부터 시행된 〈전기통신설비의 상호접속기준 고시〉에 따라 신규 출시되는 모든 단말기에 위피(WIPI)라는 통합 플랫폼이 의무적으로 탑재되었으나, 2009년 4월 1일부터 의무탑재제가 폐지되었다.
2001년부터 발아한 모바일 산업은 2008년 2500억 정도의 시장 규모로, 주로 10대 등의 젊은층이 주된 사용자다. 주요 사업자로는 게임빌, 컴투스, 넷마블, 넥슨 모바일, EA 모바일 등이 있다.

## 같이 보기
- 모바일 소프트웨어